# Alkione (Stern)
Alkione bzw. Alcyone (Eta Tauri, η Tauri) ist der hellste Stern des Sternhaufens der Plejaden. Seinen Namen bezieht er von der Plejade Alkione, die in der griechischen Mythologie durch Poseidon die Mutter der Aithusa war. 
Alkione ist ein Be-Stern der Spektralklasse B5 und der Leuchtkraftklasse IIIe. Er scheint außerdem ein langsam pulsierender B-Stern zu sein. Die exakte Entfernung ist wie bei den meisten Sternen der Plejaden noch relativ unklar. Neuere Messungen der Gaia-Mission deuten bei hoher Fehlerrate (Gaia DR2, Fehlerrate hoch aufgrund der hohen Helligkeit) auf eine Entfernung von etwa 410 Lichtjahren, während die Daten der Hipparcos-Mission zunächst auf 370 LJ deuteten, später jedoch auf etwa 400 LJ nach oben korrigiert wurden.
Die IAU Working Group on Star Names (WGSN) hat am 30. Juni 2016 den Eigennamen Alcyone als standardisierten Eigennamen für diesen Stern festgelegt.